# Ammertegletscher
Der Ammertegletscher (auch Ammertengletscher) ist ein Gletscher am Nordhang der Berner Alpen im Schweizer Kanton Bern in der Gemeinde Lenk.

Blick auf den Ammertegletscher und Wildstrubel, von der Bummere-Alp betrachtet

## Geographie
Der Ammertegletscher beginnt am Nordhang des Wildstrubels in einer Höhe von etwa 3100 m ü. M. und fliesst gegen Norden ins Simmental. Durch seinen westlichen Zufluss vom Hauptgipfel des Wildstrubels ist er mit dem Wildstrubelgletscher verbunden. Er hat eine Länge von 1,78 km und eine Oberfläche von 0,56 km² (Stand 2010). Seit 1973 ist seine Fläche um 52,58 % zurückgegangen. Das Schmelzwasser des Ammertegletschers fliesst über den Ammertebach in die Simme, Aare und Rhein in die Nordsee.